# Cneo Cornelio Cinna Magno

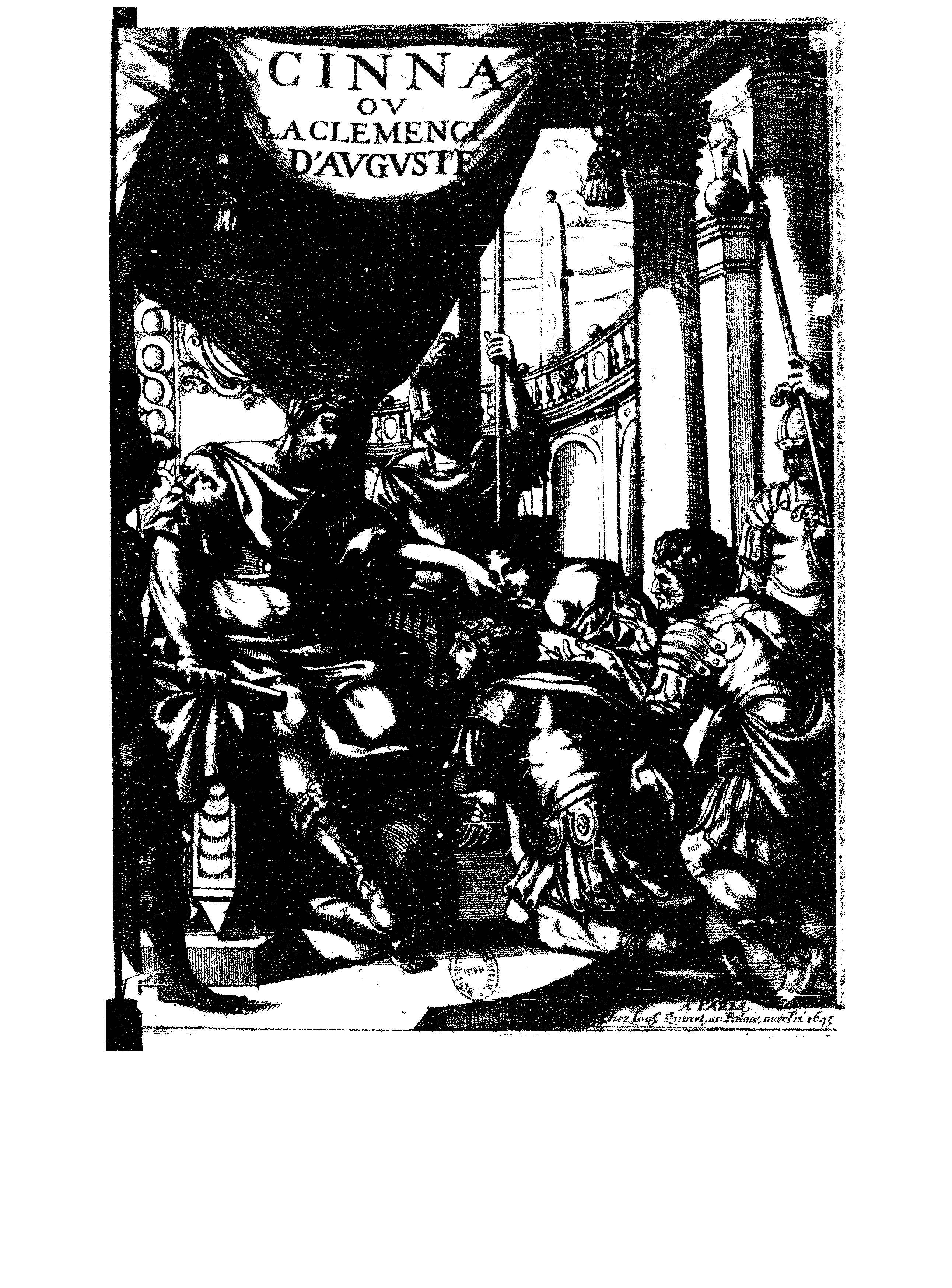
Ilustración de la obra de Corneille Cinna en la que Augusto está garantizando su clemencia a Cinna.

Cneo o Gneo Cornelio Cina Magno (en latín, Gnaeus Cornelius Cinna Magnus; nacido después del 47 a. C. y antes del 35 a. C. - ¿?) fue un político romano,  cónsul bajo Augusto. 

## Familia
Era hijo de Lucio Cornelio Cinna, quien llegó a ser cónsul sufecto, y de Pompeya Magna. Su hija fue Cornelia Pompeya Magna. Sus abuelos maternos fueron el triunviro Pompeyo y Mucia Tercia y el abuelo paterno el cónsul Lucio Cornelio Cinna. Cinna fue el único nieto de Pompeyo y el único que conservó en su nombre el apelativo de Magno.

## Carrera política
Cinna apoyó al triunviro Marco Antonio y fue ascendido a un sacerdocio. En 16 a. C. Cinna y Emilia Lépida, nieta del triunviro Lépido, se vieron envueltos en una conspiración contra Augusto, si bien fueron perdonados por este, siendo Cinna y Lépida las primeras y únicas personas a las que perdonó tras haber descubierto que conspiraban contra él. Esta fue la última conspiración documentada contra Augusto, tras la que Cinna sirvió incluso como segundo cónsul en el año 5 y se convirtió en íntimo amigo y consejero de Augusto hasta su muerte.

## Posteridad en la literatura
Cinna es el personaje principal de la obra teatral Cinna del famoso dramaturgo francés del siglo XVII Corneille.